# Clavopelma
Clavopelma là một chi nhện trong họ Theraphosidae.

## Các loài
Chi này gồm các loài:
- Clavopelma tamaulipeca (Chamberlin, 1937)